# 宋敬铭
宋敬铭（1918年—2018），台湾军事人物。中华民国陆军中将。随州人。

## 生平
籍贯随州市曾都区均川宋家畈，1919年生于湖北随州宋家畈，原名宋爱章，18岁离开随州读军校，早年毕业于黄埔军校第十六期。毕业后加入国军抗日。国共内战失利后，赴台湾。曾任国军第10军军长，行政院國軍退除役官兵輔導委員會副主任。中将军衔。退伍后转任台湾梨山风景特定区管理所所长。曾任台湾随县同乡会理事长。

## 家庭
父国民党少将宋涛（原名宋平洪）。母陈氏，1948年在宋家畈去世。胞妹宋程章成年后嫁与熊家。长子宋艾克：前台湾省议员，
- 女宋亚克：加拿大籍华人，定居多伦多
- 幼子宋飞克：美籍华人，任职于纽约汇丰银行

## 遗迹
- 今奉化宋涛旧居，是宋涛与蒋介石侄女蒋元翠婚后居所，又幼有六子女。